# David Griffin
David Griffin (Richmond (Londen), 19 juli 1943) is een Engels acteur, het meest bekend geworden door zijn rol als stressvolle buurman Emmet in Schone Schijn. Ook speelde hij tussen 1984 en 1988 de rol van Squadron Leader Clive Dempster DFC in de comedyserie Hi-de-Hi!.

## Televisieloopbaan
Griffin debuteerde in 1960 in de film A French Mistress. Daarna speelde hij vijf keer mee in de misdaadserie Outbreak of Murder (1962). 
Tevens speelde hij in diverse televisieseries, zoals Quick Before They Catch Us (1966), The Troubleshooters (1966) en Z-Cars (1970). Ook had hij een rolletje in de oorlogsfilm Battle of Britain (1969). 
In de jaren 70 en 80 speelde hij vele gastrollen in televisieseries (o.a. Dixon of Dock Green, Doctor Who, Ripping Yarns, 'Allo 'Allo!). Ook speelde hij mee in enkele films en miniseries. 
Na Schone Schijn was hij nog maar weinig op tv te zien. Wel speelde hij in 2005 mee in een televisiefilm en verscheen twee keer in het programma Comedy Connections, waar hij vertelde over zijn rollen in Hi-De-Hi en Keeping Up Appearances.

## Trivia
Griffin is getrouwd met een Franse vrouw, met wie hij twee kinderen heeft. Griffin spreekt vloeiend Frans.

## Filmografie
- Julian Fellows Investigates: A Most Mysterious Murder - The Case of the Earl of Erroll (televisiefilm, 2005) - Jack Soames
- Keeping Up Appearances televisieserie - Emmet Hawksworth (37 afl., 1991-1995)
- Killing Me Softly (televisiefilm, 1995) - Rechter
- 'Till We Meet Again (Mini-serie, 1989) - Kapt. Douglas (Episode 1.1)
- 'Allo 'Allo! televisieserie - Submarine Commander (Afl., The Goose and the Submarine, 1989)
- A Fine Romance televisieserie - Nate (Afl., Pilot, 1989)
- Hi-De-Hi! televisieserie - Squadron Leader Clive Dempster DFC (24 afl., 1984-1988)
- Kelly Monteith televisieserie - Rol onbekend (Episode 4.6, 1982)
- Privates on Parade (1982) - Infantery Officer in de jungle
- Maybury televisieserie - Rol onbekend (1981)
- Play for Today televisieserie - Carl (Afl., The Flipside of Dominick Hide, 1980)
- Breakaway televisieserie - Rol onbekend (Afl., The Local Affair, 1980)
- Shoestring televisieserie - Brian Kelson (Afl., The Partnership, 1979)
- Ripping Yarns televisieserie - Captain Meredith (Afl., Roger of the Raj, 1979)
- Ripping Yarns televisieserie - Major 'Buffy' Attenborough (Afl., Escape from Stalag Luft 112 B, 1977)
- Nicholas Nickleby (Mini-serie, 1977) - Frank Cheeryble
- Rollerball (1975) - Man die jassen verzamelt (Niet op aftiteling)
- Dixon of Dock Green televisieserie - Ray Glenn (Afl., There's Your Story, There's My Story - And There's the Truth, 1974)
- All I Want Is You...and You...and You (1974) - Freddie Millbank
- The Song of Songs (televisiefilm, 1973) - Robert Horvath
- Doctor Who televisieserie - Lt. Commander Mitchell (Afl., The Sea Devils: Part 1, 1972)
- Out of the Unknown televisieserie - Hamilton White (Afl., The Sons and Daughters of Tomorrow, 1971)
- Paul Temple televisieserie - Executive (Afl., Catch Your Death, 1971)
- The Befrienders (televisiefilm, 1970) - Jack
- Trog (1970) - Malcolm Travers
- The Walking Stick (1970) - Benjy
- Z-Cars televisieserie - Pearson (Afl., No Questions Asked: Part 1 & 2, 1970)
- Battle of Britain (1969) - Sgt. Pilot Chris
- Softly Softly televisieserie - Pullen (Afl., Recovery, 1969)
- The Borderers televisieserie - Simon Lisle (Afl., Truce, 1969)
- if.... (1968) - Willens
- Dixon of Dock Green televisieserie - David Newman (Afl., The White Mercedes, 1968)
- The Blood Beast Terror (1968) - William Warrender
- The Troubleshooters televisieserie - Greg Harley (Afl., There's Nothing Like the Great Outdoors, 1966)
- Quick Before They Catch Us televisieserie - Mark Dennison (5 afl., 1966)
- Outbreak of Murder televisieserie - David Ashton (5 afl., 1962)
- The Fifth Form at St. Dominic's televisieserie - Ricketts (5 afl., 1961)
- A French Mistress (1960) - Slater

- International Standard Name Identifier: 0000 0001 3348 6850
- Library of Congress Control Number: no2014031938
- Virtual International Authority File: 308181150
- WorldCat: E39PBJdGKwGJCtBxq7FqHQHjYP